# هاروی کورمن
هاروی کورمن (انگلیسی: Harvey Korman؛ ۱۵ فوریهٔ ۱۹۲۷ – ۲۹ مهٔ ۲۰۰۸) یک هنرپیشه، و بازیگر سینما اهل ایالات متحده آمریکا بود.
از فیلم‌ها یا برنامه‌های تلویزیونی که وی در آن نقش داشته است می‌توان به پالان‌های درخشان، نفرین پلنگ صورتی، ردپای پلنگ صورتی، گول‌خوردگان، تاریخ جهان، قسمت ۱، دراکولا و اضطراب بالا اشاره کرد.